# FS E.10 und E.60
| FS E.10 / E.60                                                               | FS E.10 / E.60                               | FS E.10 / E.60                               |
| ---------------------------------------------------------------------------- | -------------------------------------------- | -------------------------------------------- |
|                                                                              |                                              |                                              |
|                                                                              |                                              |                                              |
| Erhaltener Triebwagen E.10 im Nationales Eisenbahnmuseum Pietrarsa in Neapel |                                              |                                              |
| Nummerierung:                                                                | E.100–107                                    | E.600–615                                    |
| Anzahl:                                                                      | 8                                            | 15                                           |
| Baujahr:                                                                     | OM                                           | OM                                           |
| Baujahr:                                                                     | 1932                                         | 1932                                         |
| Achsformel:                                                                  | Bo’Bo’                                       | Bo’Bo’                                       |
| Spurweite:                                                                   | 1435 mm                                      | 1435 mm                                      |
| Länge über Kupplung:                                                         | 21.040 mm                                    | 21.040 mm                                    |
| Höhe:                                                                        | 3.832 mm                                     | 3.832 mm                                     |
| Drehzapfenabstand:                                                           | 14.200 mm                                    | 14.200 mm                                    |
| Drehgestellachsstand:                                                        | 2.770 mm                                     | 2.770 mm                                     |
| Dienstmasse:                                                                 | 64 t                                         | 64 t                                         |
| Höchstgeschwindigkeit:                                                       | 110 km/h                                     | 110 km/h                                     |
| Stundenleistung:                                                             | 780 kW                                       | 780 kW                                       |
| Dauerleistung:                                                               | 615 kW                                       | 615 kW                                       |
| Treibraddurchmesser:                                                         | 1.060 mm                                     | 1.060 mm                                     |
| Stromsystem:                                                                 | 600 V Gleichstrom                            | 600 V Gleichstrom                            |
| Stromübertragung:                                                            | seitliche, von oben bestrichene Stromschiene | seitliche, von oben bestrichene Stromschiene |
| Anzahl der Fahrmotoren:                                                      | 4 × C&T 401 A                                | 4 × C&T 401 A                                |
| Sitzplätze:                                                                  | 54                                           | 62                                           |
| Klassen:                                                                     | 1.                                           | 1./3.                                        |

Die Triebwagen der Baureihen E.10 und E.60 der italienischen Ferrovie dello Stato waren Elektrotriebwagen, die auf den mit Stromschiene elektrifizierten Ferrovie Varesine eingesetzt wurden.

## Geschichte
In den 1930er Jahren entschieden die FS, den Wagenpark der mit Stromschiene elektrifizierten Ferrovie Varesine zu ersetzen. Die veraltete Wagen der Baureihen E.10I, E.15 und E.20 wurden deshalb ausgemustert und durch die größeren und moderneren E.10II und E.60 ersetzt.
Die neue Wagen wurden 1932 von den Officine Meccaniche geliefert, mit elektrische Ausrüstung von Compagnia Generale di Elettricità. Die komplette Bezeichnung lautete EAiz 100 bis 107 und EACiz 600 bis 615, für die mit erster Klasse bzw. mit erster sowie dritter Klasse ausgestatteten Einheiten.
Die E.10 und E.60 galten als erste moderne Baureihen von Elektrotriebwagen in Italien. Kurz danach wurde eine baugleiche Variante entwickelt, die E.624, die für die mit Oberleitung elektrifizierten Strecken (besonders die „metropolitana“ von Neapel) konzipiert wurde.
Die E.10 und E.60 blieben in Betrieb bis 1951, als die Ferrovie Varesine die übliche 3 kV-Oberleitung-Elektrifizierung der FS erhielten; die Stromschiene-Triebwagen bekamen einen Stromabnehmer und wurden in die neue Baureihe E.623 eingeordnet.